# Пояна (комуна, Галац)
Пояна (рум. Poiana) — комуна у повіті Галац в Румунії. До складу комуни входять такі села (дані про населення за 2002 рік):
- Вішина (514 осіб)
- Пояна (1383 особи)

Комуна розташована на відстані 195 км на північний схід від Бухареста, 87 км на північний захід від Галаца, 131 км на південь від Ясс, 132 км на схід від Брашова.

## Населення
У 2009 року у комуні проживали 1902 особи.

## Зовнішні посилання
- Дані про комуну Пояна на сайті Ghidul Primăriilor